# Ulica Janowska w Mysłowicach
Ulica Janowska w Mysłowicach – ulica w Mysłowicach, położona w północno-zachodniej części miasta, w granicach dzielnicy Janów Miejski-Ćmok
Droga o długości około 1910 m jest główną ulicą w Janowie Miejskim i łączy tę część miasta z Ćmokiem na południu i z Katowicami (z dzielnicą Janów-Nikiszowiec) na północy. Zabudowana jest budynkami w różnym wieku, w których mieszczą się instytucje i firmy różnych branż, w tym m.in. Przedszkole nr 9. 

## Przebieg

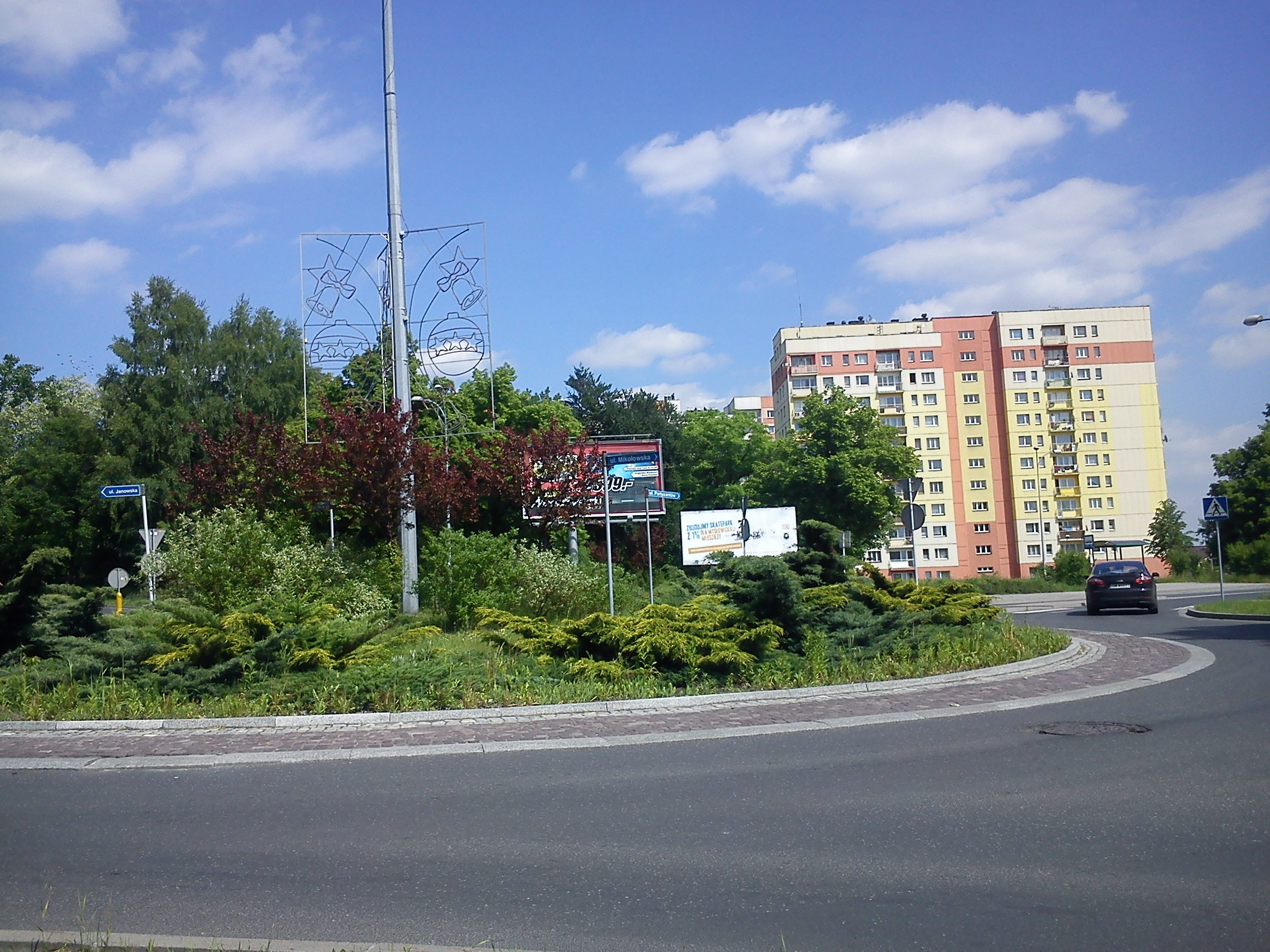
Rondo na Ćmoku, znajdujące się na skrzyżowaniu ulic Mikołowskiej, Janowskiej i Partyzantów (2011)

Ulica Janowska przebiega na całej swojej długości przez teren mysłowickiej dzielnicy Janów Miejski-Ćmok. 
Numeracja budynków przy tej ulicy zaczyna się od strony południowo-wschodniej. Tam też ulica krzyżuje się na rondzie z ulicą Mikołowską i ulicą Partyzantów. Ulica Janowska biegnie w kierunku zbliżonym do północno-zachodniego krętym przebiegiem. Po lewej stronie krzyżuje się kolejno z ulicami: Cedrową, Jodłową, Cegielnianą, Barbary, Mieszka I, Władysława Łokietka, Bohaterów Getta, Bolesława Chrobrego, Wielka Skotnica, Stefana Batorego, 1000-lecia Państwa Polskiego, Rolną i Pawła Jasińskiego. 
Po prawej stronie krzyżuje się natomiast kolejno z ulicami: Kwiatową, Józefa Ignacego Kraszewskiego, Fryderyka Chopina, Działkową, Bohaterów Getta, Bolesława Chrobrego, Wielka Skotnica, Kazimierza Przerwy-Tetmajera, Tadeusza Brezy, Juliana Tuwima i Aleksandra Fredry.
Ulica kończy swój bieg na granicy z Mysłowic z Katowicami. Jej przedłużeniem jest katowicka ulica Oswobodzenia, która przebiega przez dzielnicę Janów-Nikiszowiec.

## Charakterystyka
Ulica Janowska to droga powiatowa nr 8807S o klasie drogi zbiorczej (Z). Ma nawierzchnię bitumiczną. Szerokość jezdni na odcinku od ronda do ulicy Wielka Skotnica wynosi 7,1 m, a na odcinku do granicy z Katowicami 6,1 m. W systemie TERYT droga widnieje pod numerem 07205. Kod pocztowy dla adresów wzdłuż ulicy Janowskiej 1-29 to 41-400, a przy ulicy Janowskiej 30 do końca to 41-406.
Na całej jej długości kursują autobusy miejskiego transportu zbiorowego na zlecenie Zarządu Transportu Metropolitalnego (ZTM). Znajdują się tutaj przystanki: Ćmok Rondo (Janowska), Janów Janowska i Janów Łokietka. W czerwcu 2023 roku ulicą kursowała jedna linia autobusowa kursująca pomiędzy Zawodziem a Brzezinką przez Janów-Nikiszowiec, Morgi i Larysz-Hajdowiznę.
Biegnie przez obszar Janowa Miejskiego, stanowiąc jej główną ulicę na całej swojej długości. Obszar ten charakteryzuje się przemieszaniem zabudowy powstałej w różnych okresach historycznych, z dużym udziałem domów jednorodzinnych.

## Historia

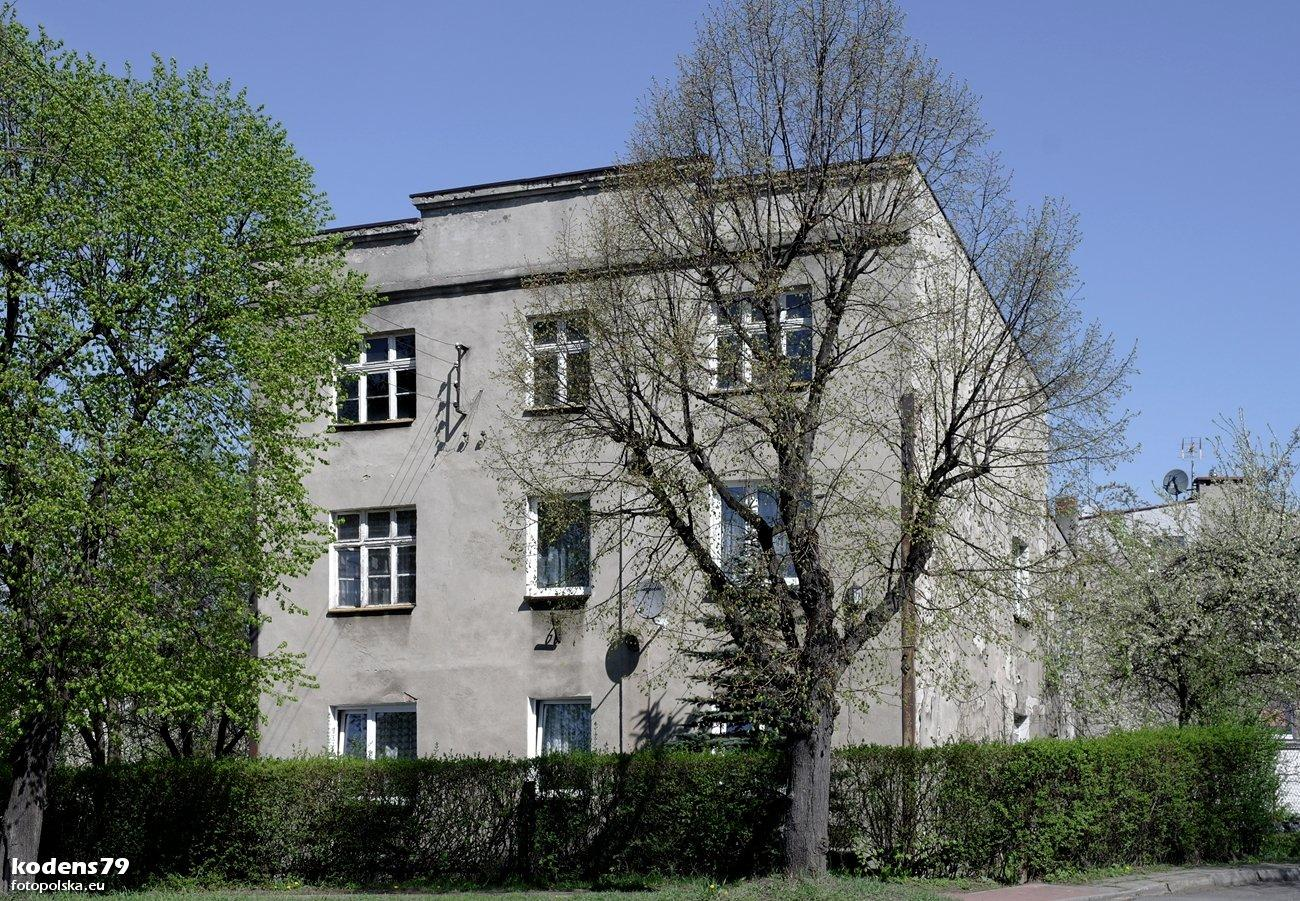
Budynek przy ulicy Janowskiej 78

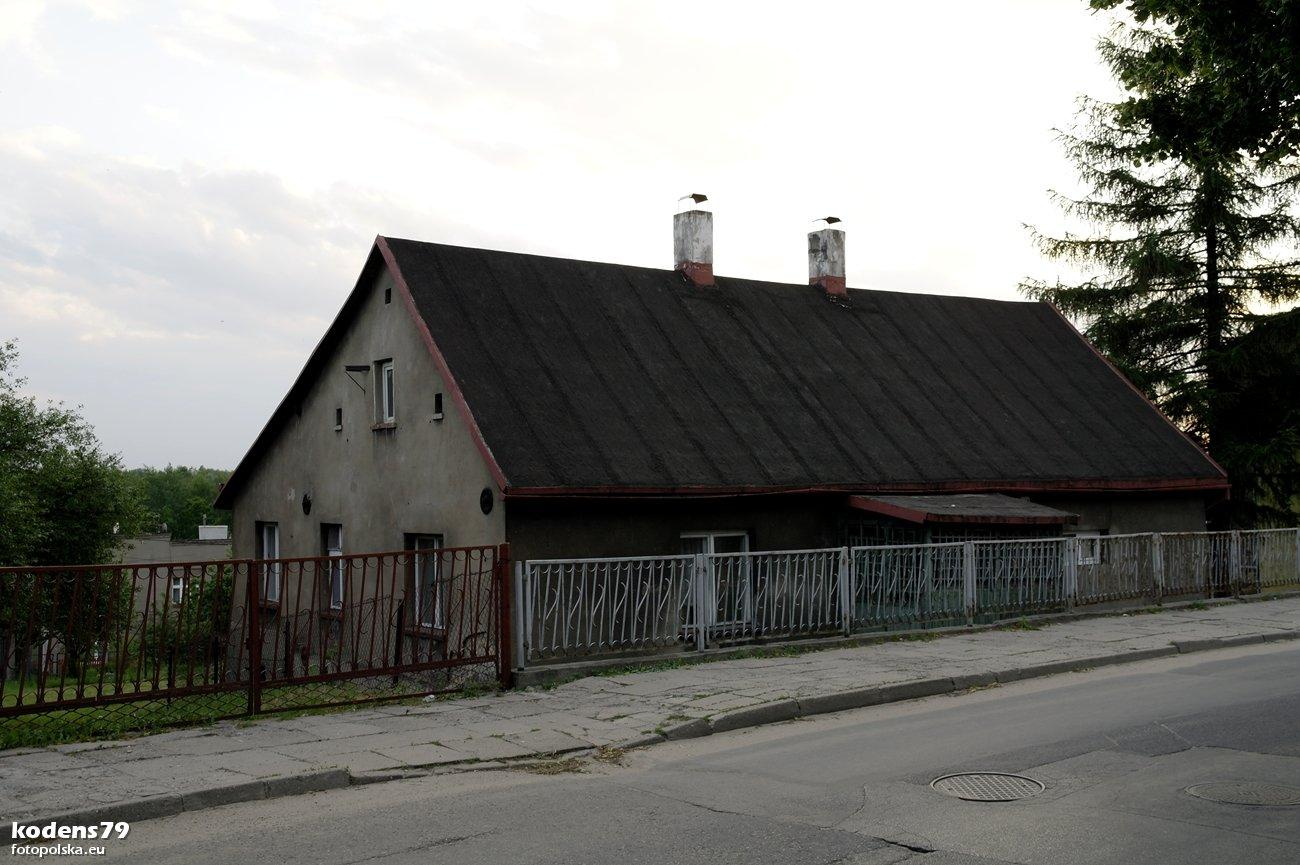
Budynek przy ulicy Janowskiej 117

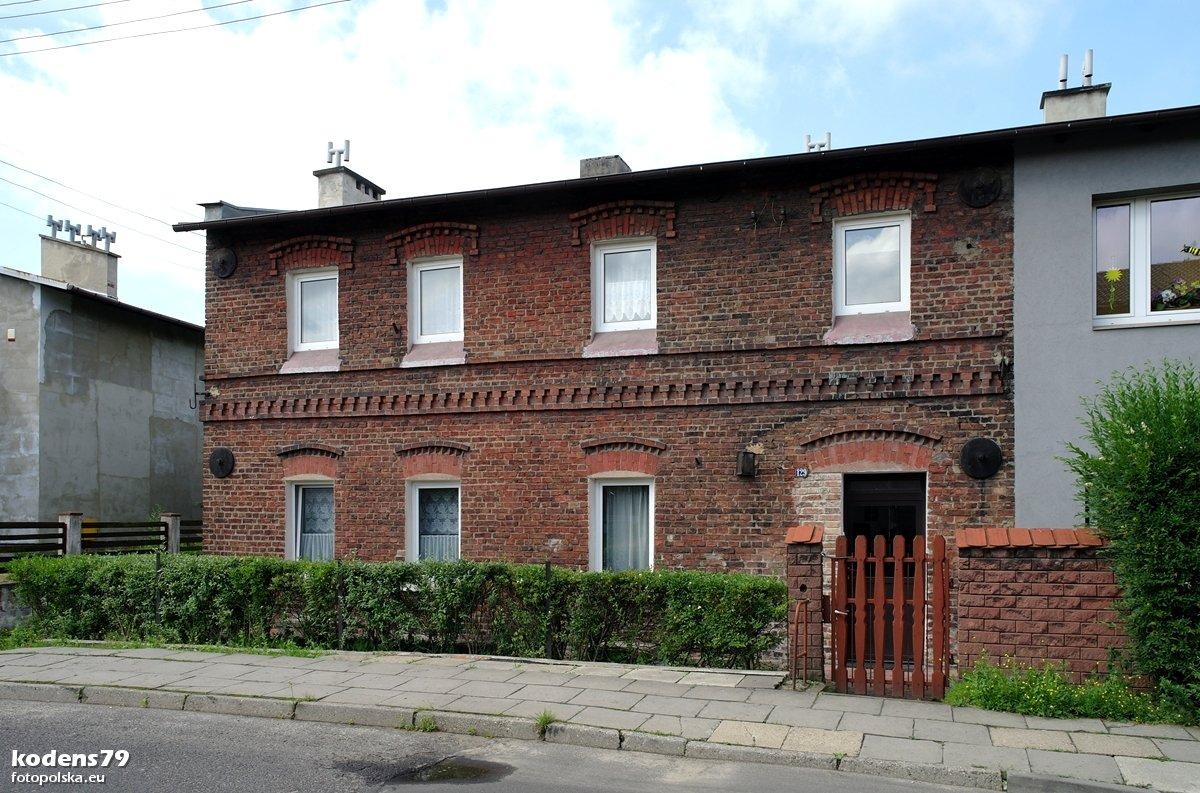
Budynek przy ulicy Janowskiej 129

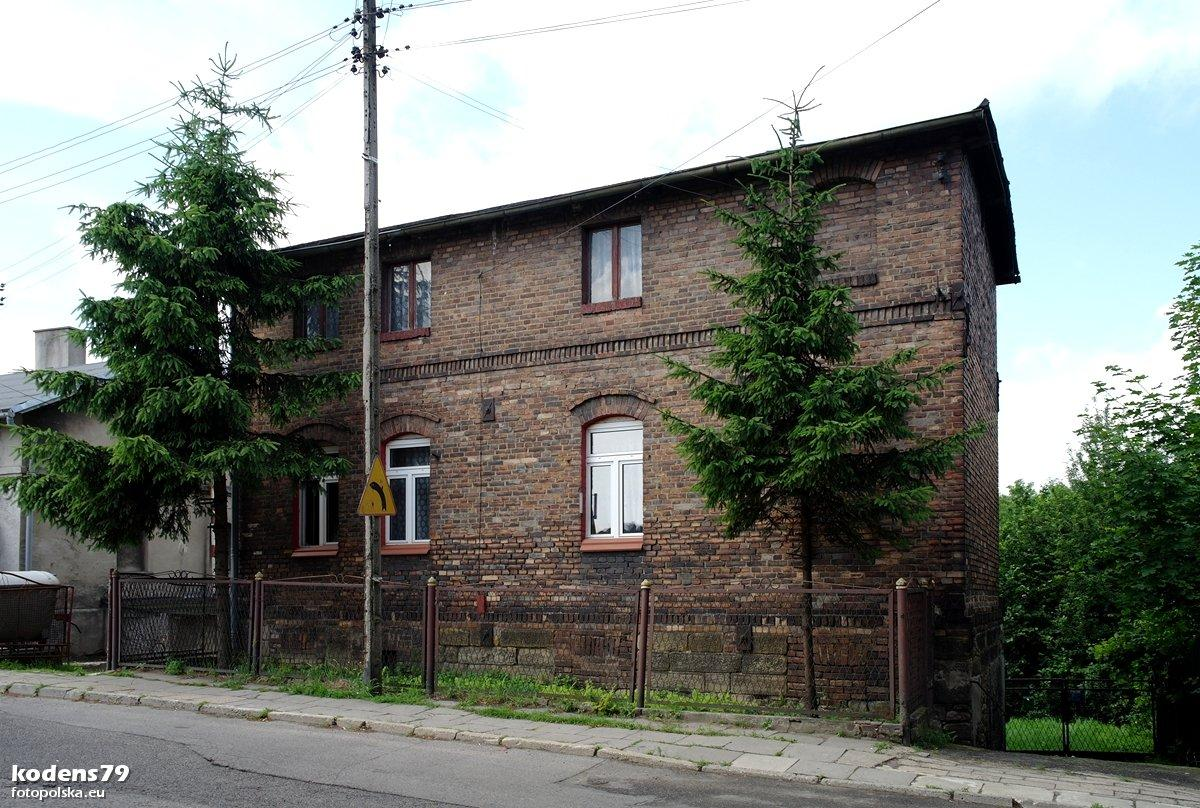
Budynek przy ulicy Janowskiej 133

Ulica Janowska została wytyczona na obszarze Janowa, którego początki sięgają XVIII wieku, kiedy – wykorzystując dogodne położenie nad potokiem Bolina – około 1720 roku z inicjatywy Jana Krzysztofa Mieroszewskiego rozpoczęto budowę nowej osady. Na prawym brzegu potoku powstał folwark zwany Janowcem z chatami dla służby folwarcznej. W 1742 roku w wyniku wojen śląskich Janów wszedł w obszar Królestwa Prus. 
Janów był częścią obszaru dworskiego Mysłowice-Zamek. W 1874 roku nastąpił podział gminy Mysłowice-Zamek na obszar dworski i obszar gminny, wydzielając dwie osobne miejscowości – Janów Miejski, w której znalazła się późniejsza ulica Janowska i Janów będący od 1959 roku częścią Katowic. Prawdopodobnie wówczas też tereny Janowa Miejskiego wraz z Ćmokiem włączono do Mysłowic.
Jeszcze w pierwszej połowie XIX wieku powstała kolej konna, którą dowożony był do miejscowych hut cynku surowiec – galman. Trasa kolei konnej w Mysłowicach przecinała pola miejskie w rejonie Janowa Miejskiego, a także późniejszą ulicę Janowską w ciągu ulic J. Tuwima i 1000-lecia Państwa Polskiego.
Na mapie z 1883 roku zaznaczona została droga biegnąca w śladzie późniejszej ulicy Janowskiej. Wówczas to zabudowa koncentrowała się w północno-zachodniej części ulicy od Boliny do przecięcia z linią kolejową na wysokości późniejszego skrzyżowania z ulicami J. Tuwima i 1000-lecia Państwa Polskiego. Dalej na południowy wschód znajdowały się przy tej drodze jeszcze pojedyncze obiekty. 
Pod koniec XIX wieku Janów Miejski był osadą z nieuregulowanymi ulicami bez nazw. Tereny te były zabudowane ponad sześćdziesięcioma budynkami, w większości małymi domami jednorodzinnymi. W 1899 roku przy późniejszej ulicy Janowskiej 2 oddano do użytku budynek Szkoły Powszechnej nr III z sześcioma dużymi klasami dla osiemdziesięciu uczniów.
Na początku XX wieku z uwagi na to, iż droga polna biegnąca przez Janów Miejski wiodła do głównej trasy Mysłowice – Murcki, postanowiono ją przebudować i przystosować do ruchu kołowego; awansowano ją do rangi ulicy: nadano jej wówczas niemiecką nazwę Janowerstrasse. Przebudowy dokonano w latach 1912–1913. W 1912 roku Erich Jacobson przy ulicy Janowskiej utworzył przedsiębiorstwo o nazwie Myslowitzer-Janower Dampf Ziegelei (niem. Mysłowicko-Janowska Cegielnia Parowa).
W 1922 roku obszar Mysłowic został włączony do państwa polskiego, po czym Janowerstrasse formalnie przemianowano na ulicę Janowską.
W latach międzywojennych przy ulicy Janowskiej 13 funkcjonowała Mysłowicka Cegielnia Parowa „Silesia” Ericha Jacobsona. W listopadzie 1919 roku jej właścicielem stał się Dalmatius Pieczka, który po dziesięciu latach przekazał swoje udziały Józefowi Twyrdemu. Działała tu w tym okresie także restauracja Korzonek, poza tym w rejonie Janowa Miejskiego rozciągały się pola uprawne i łąki.
W latach międzywojennych rozwijało się też budownictwo indywidualne. W rejonie ulicy Janowskiej na wysokości ulicy Bolesława Chrobrego powstała kolonia im. Marszałka Piłsudskiego, składająca się z jednopiętrowych domów mieszkalnych – bliźniaków. Do 1930 roku powstało ich około 50. 8 kwietnia 1930 roku przy ulicy Janowskiej 2 nastąpiło uroczyste otwarcie nowej Ochronki Miejskiej w Szkole Powszechnej nr 3.
W czasie II wojny światowej niemieckie władze okupacyjne wróciły do niemieckiej nazwy Janowerstrasse. W tym czasie została skonfiskowana działająca pod nr. 71 Rozlewnia Piwa i Fabryka Wody Sodowej Konrada Wójcika, którą przejął mysłowicki restaurator Emanuel Rossa. Pod numerem 56 funkcjonował sklep z towarami kolonialnymi. W tym okresie mieszkała przy tej ulicy m.in. Julia Habryka, działaczka socjalistyczna, ofiara KL Auschwitz
W czasach Polski Ludowej ulicy przywrócono międzywojenną nazwę – ulica Janowska. Na mapie topograficznej z lat 1958–1961 droga ta była zabudowana na całej swojej długości w różnym stopniu zagęszczenia, a na wysokości późniejszej ulicy Cedrowej działała wówczas cegielnia „Silesia”. W 1962 roku szkołę nr 3 przeniesiono do nowego budynku, a w starym obiekcie przy ulicy Janowskiej 2 powstało Liceum Medyczne. W latach 90. budynek po tej szkole zaadaptowano na placówkę kulturalną oraz przeznaczono na siedzibę filii MOKiS-u „Trójkąt”.
W latach 2017–2018 roku ulicę wyremontowano na odcinku od skrzyżowania z ulicą Działkową do granicy Mysłowic z Katowicami. W ramach tych prac przebudowano kanalizację deszczową, a także zmodernizowano nawierzchnię jezdni i chodników. W trzecim kwartale 2020 roku w miejscu dawnej cegielni, pod nr. 15-17a, ukończono budowę zespołu budynków wielorodzinnych – osiedle Prezydenckie. W 2021 roku na ścianie budynku przy ulicy Janowskiej 130 powstał mural autorstwa Krzysztofa Grzondziela pn. „Polska płacząca”.

## Obiekty historyczne i zabytkowe

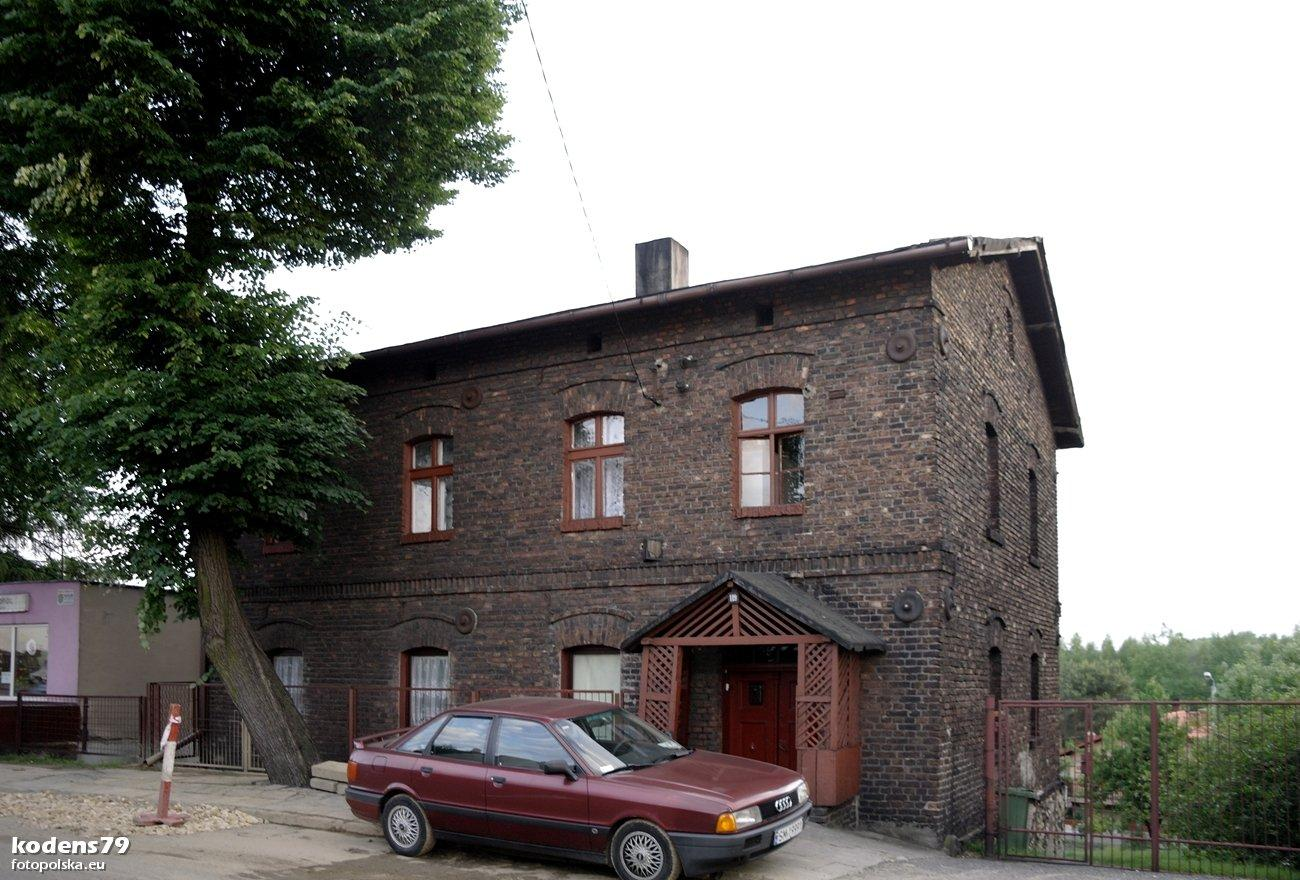
Kamienica przy ulicy Janowskiej 119 w 2012 roku

- Budynek szkoły (ul. Janowska 2)[36] – z 1899 roku; jest to obiekt trójkondygnacyjny z poddaszem[18],
- Krzyż przydrożny (ul. Janowska 88)[36],
- Kamienica (ul. Janowska 106)[36],
- Kamienica (ul. Janowska 119)[36].

## Gospodarka i instytucje
W styczniu 2024 roku w systemie REGON zarejestrowanych było około 90 podmiotów gospodarczych z siedzibą przy ulicy Janowskiej. Pośród nich były to m.in.: Przedszkole nr 9 w Mysłowicach (ul. Janowska 2), firmy handlowo-usługowe, serwis komputerowy, pracownia artystyczna, gabinety lekarskie, pracownia jubilerska, salony fryzjerskie, warsztaty samochodowe, sklep wielobranżowy, agencja ubezpieczeniowa, przedsiębiorstwo budowlane, kwiaciarnia i inne.
Wierni kościoła rzymskokatolickiego mieszkający przy ulicy Janowskiej przynależą do parafii Niepokalanego Poczęcia Najświętszej Maryi Panny i Świętego Maksymiliana Marii Kolbe oraz do parafii Ścięcia św. Jana Chrzciciela.